# Kottaram
Kottaram è una suddivisione dell'India, classificata come town panchayat, di 9.450 abitanti, situata nel distretto di Kanyakumari, nello stato federato del Tamil Nadu. In base al numero di abitanti la città rientra nella classe V (da 5.000 a 9.999 persone).

## Geografia fisica
La città è situata a 08° 07' 46 N e 77° 30' 46 E.

## Società

### Evoluzione demografica
Al censimento del 2001 la popolazione di Kottaram assommava a 9.450 persone, delle quali 4.674 maschi e 4.776 femmine. I bambini di età inferiore o uguale ai sei anni assommavano a 818, dei quali 420 maschi e 398 femmine. Infine, coloro che erano in grado di saper almeno leggere e scrivere erano 7.979, dei quali 4.067 maschi e 3.912 femmine.